# Въстаник (1894)
„Въстаник“ е вестник на Вътрешната македоно-одринска революционна организация, издаван в 1894 година от Дамян Груев в Солун и вероятно в Битоля, Османската империя.
Печата се на хектограф. Започва да излиза заедно с другия хектографски вестник на организацията „На оръжие“, списван от Гьорче Петров. „Въстаник“ е с по-сериозно съдържание и по-сдържан стил от двата.